# انگشت‌کبوتری
انگشت‌کبوتری (به انگلیسی: Pigeon toe) که به نام درون‌انگشتی (به انگلیسی: in-toeing) نیز شناخته می‌شود، وضعیتی است که سبب می‌شود انگشتان پا هنگام راه رفتن به سمت داخل حرکت کنند. این بیماری در نوزادان و کودکان زیر دو سال شایع‌تر است و زمانی که نتیجه ضعف ماهیچه ساده نیست، معمولاً از بیماری‌های زمینه‌ای مانند پیچ‌خوردگی استخوان درشت‌نی یا جلواتّکایی بیش از حد (سر استخوان ران بیش از ۱۵ درجه از زاویه پیچش) ناشی می‌شود که سبب پیچش استخوان ران در هنگام چرخاندن بخش جلوی پای شخص می‌شود.

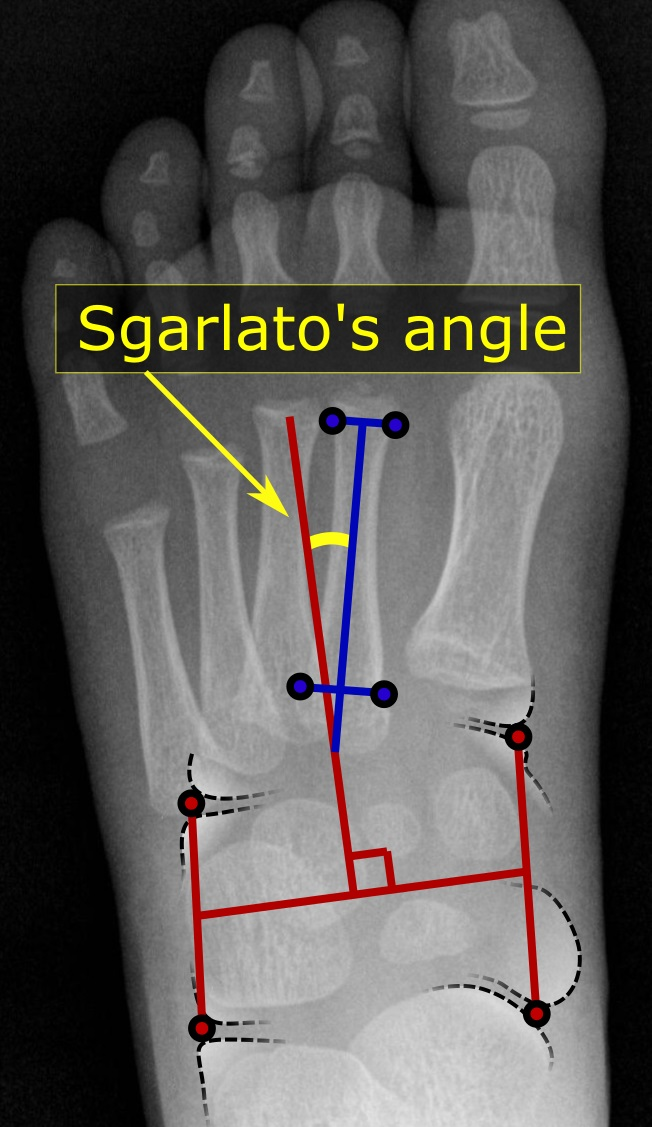
زاویه Sgarlato بیش از ۱۵ درجه نشان‌دهندهٔ انگشت‌کبوتری است.

بر اساس محل ناهماهنگی، می‌توان دلیل درون‌انگشتی را تشخیص داد. انواع آن عبارتند از:
- پای خمیده (متاتارسوس ادوکتوس)
- ساق پای پیچ‌خورده (پیچ‌خوردگی تیبیا)
- پیچ‌خوردگی استخوان ران (آنتورژن فمورال)

### متاتارسوس جمع‌شونده
علائم و نشانه‌ها
- حاشیه کناری پا به شکل C
- گام زدن درون‌پایی
- محل‌های فشار در هنگام پوشیدن کفش

### پیچش تیبیا
علائم و نشانه‌ها
- زمین‌خوردن مکرر و دست‌وپا چلفتی
- گام زدن درون‌پایی

### جلواتّکایی رانی
علائم و نشانه‌ها
- W-نشستن و ناتوانی در نشستن به صورت ضربدری
- گام زدن درون‌پایی
- گام زدن چرخشی (چرخش پاها به دور یکدیگر)
- زمین‌خوردن مکرر و دست‌وپا چلفتی